# Präsidentschaftswahl in Namibia 2019
Die Präsidentschaftswahl in Namibia 2019 fand am 27. November 2019, gemeinsam mit der Parlamentswahl, statt. Gewählt wurde der namibische Staatspräsident.
Die Wahl wurde von Amtsinhaber Hage Geingob, mit einem Verlust von etwa 30 Prozentpunkten gegenüber den Wahlen 2014, gewonnen. Es war das niedrigste Wahlergebnis eines Präsidenten seit der Unabhängigkeit 1990.
Die Wahl wurde, wie auch schon die im Jahre 2014, mit elektronischen Wahlgeräten (EVM) durchgeführt. Eine entsprechende Klage gegen den Einsatz der EVMs wurde am 25. November 2019 abgewiesen. Die Oppositionspartei Popular Democratic Movement (PDM) hatte zuvor im Januar 2019 gefordert, diese durch Verifizierungsgeräten mit Papierausdruck zu erweitern.
Die teilweise Neubesetzung der Namibischen Wahlkommission fand im Februar 2019 statt. Die Wahl durch Namibier im Ausland, Namibier zur See sowie den am Wahltag eingesetzten Mitgliedern der Polizei, der Armee und des Strafvollzugs fand bereits am 13. November statt. Die Auszählung aller Wählerstimmen soll binnen zwei Tagen bis 29. November 2019 abgeschlossen sein. Gewählt werden kann in 4241 Wahllokalen.
Alle Nominierten wurden bis 18. Oktober 2019 gemeldet.

## Ausgangslage
Bei der Präsidentschaftswahl 2014 hatte Hage Geingob mit einem seit der Unabhängigkeit in der Höhe nie dagewesenen Ergebnis gewonnen. Nur vier weitere Politiker, die sich 2014 zur Wahl gestellt hatten, nahmen auch 2019 wieder teil.
| Präsidentschaftskandidat (Partei) | Stimmen | Stimmenanteile |
| --------------------------------- | ------- | -------------- |
| Hage Geingob (SWAPO)              | 772.528 | 86,73 %        |
| McHenry Venaani (DTA)             | 44.271  | 4,97 %         |
| Henk Mudge (RP)                   | 8.676   | 0,97 %         |
| Ignatius Shixwameni (APP)         | 7.266   | 0,82 %         |
| Epafras Mukwiilongo (NEFF)        | 2.514   | 0,28 %         |

## Wahlen

### Wählerregistrierung
Die nachträgliche Wählerregistrierung fand vom 8. bis 27. Juli statt. 200.000 Menschen registrierten sich neu, so dass das Wahlregister im Juli 2019 knapp 1,2 Millionen Namibier umfasste. Am 3. November 2019 wurde das endgültige Wählerregister vorgestellt. Es umfasste 1.358.468 Personen, wovon 717.809 Frauen waren. Mit 257.559 waren die meisten in der Region Khomas registriert, am wenigsten mit 44.502 in der Region Omaheke.

### Kandidaten
Bereits 2017 hatte sich der erste Kandidat für das Amt des namibischen Staatspräsidenten herauskristallisiert. Am 18. Oktober 2019 bestätigte die Wahlkommission den Empfang von elf Bewerbungen um das Amt. Es handelte sich um zehn Parteiführer und einen unabhängigen Kandidaten. Am 7. November 2019 gaben die Präsidentschaftskandidaten der RP und der NEFF ihren Rückzug von der Wahl, zu Gunsten des unabhängigen Kandidaten Panduleni Itula, bekannt. Erstmals in der Geschichte des Landes kündigte sich im Vorfeld, vor allem auf Grundlage des Sonderwahltages, ein ebenbürtiger Zweikampf zwischen zwei Kandidaten, Amtsinhaber Hage Geingob und Panduleni Itula, an. Es war im Vorfeld von der engsten Wahl bisher die Rede.

Apius ǃAuchabKlicklaut (UDF)
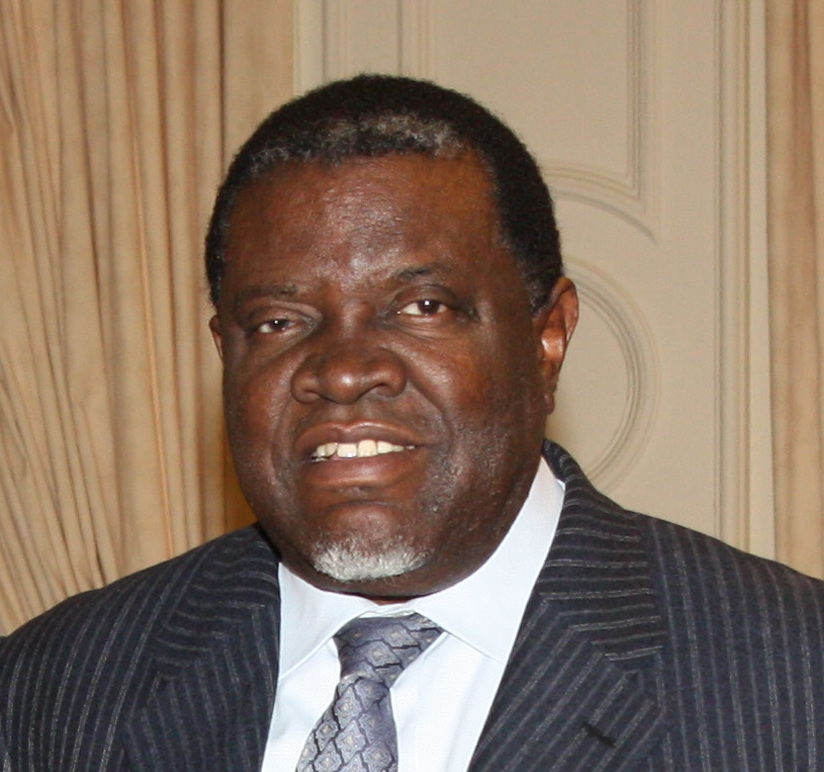
Hage Geingob (SWAPO) Staatspräsident seit 2015
Tangeni Iijambo (SWANU)
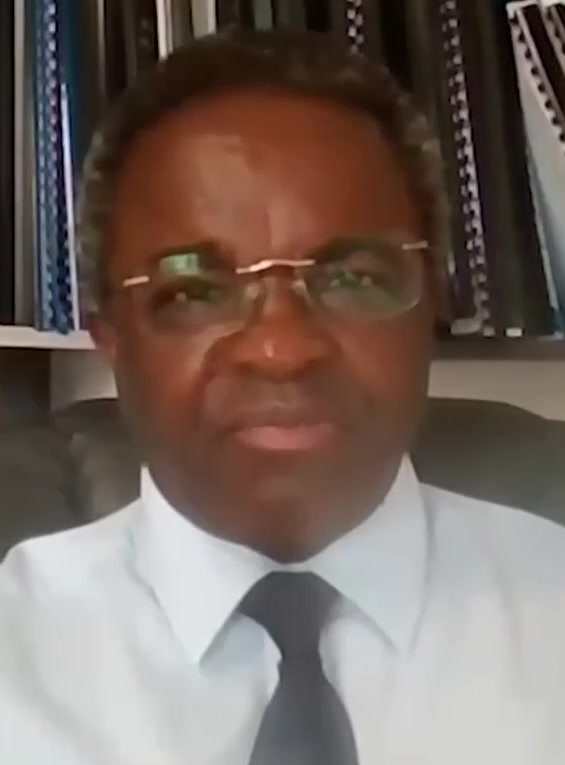
Panduleni Itula (unabhängig)
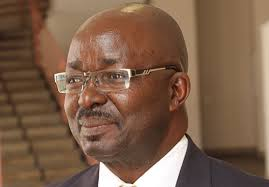
Mike Kavekotora (RDP; von der CDV unterstützt)
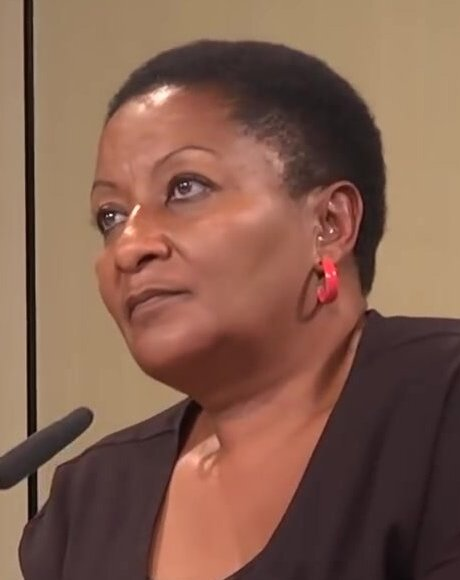
Utjiua Muinjangue (NUDO)
Ignatius Shixwameni (APP)
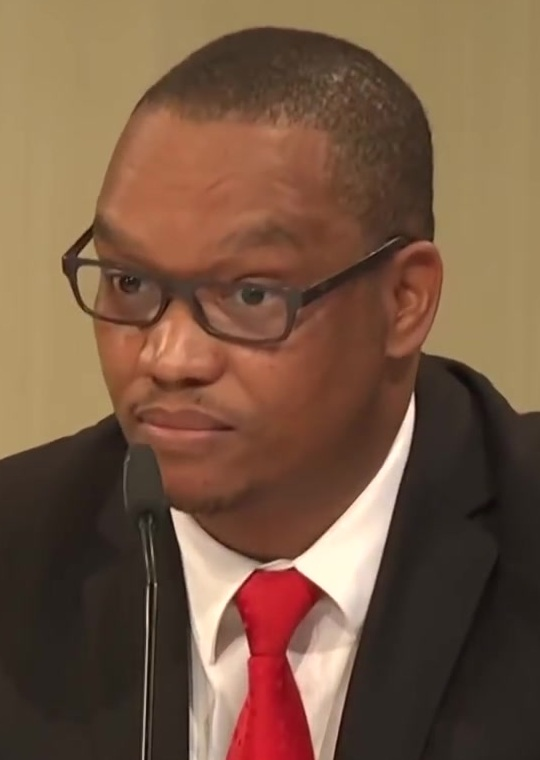
Bernadus Swartbooi (LPM)
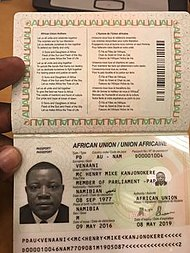
McHenry Venaani (PDM)
Epafras Mukwiilongo (NEEF)*
Henk Mudge (RP)*

* Kandidatur zurückgezogen.
SWAPO
Die SWAPO schickte traditionell ihren Parteivorsitzenden als Präsidentschaftskandidat ins Rennen. Durch die parteiinterne Wahl im Oktober 2017 stand Hage Geingob als Kandidat für die Wahlen 2019 fest, sofern er nicht auf sein Vorrecht verzichtet hätte. Er kandidierte für eine zweite und letzte Amtszeit als Staatspräsident.
PDM
Als Parteivorsitzendem der größten Oppositionspartei Popular Democratic Movement (PDM) stand McHenry Venaani – laut Parteistatuten – das Recht zu, als Präsidentschaftskandidat zu kandidieren. Er kündige im März 2019 an, von diesem Recht Gebrauch zu machen, was durch seine Wiederwahl als Parteivorsitzendem im April 2019 bestätigt wurde. Venaani war 2014 mit knapp 5 Prozent zweitstärkster Kandidat gewesen.
NUDO
Erstmals wollte sich mit der NUDO-Präsidentin Utjiua Muinjangue eine Frau um das Amt des Staatspräsidenten bemühen.
RDP/CDV
Die Rally for Democracy and Progress und die Christian Democratic Voice Party gaben Anfang September 2019 ein Wahlbündnis für die anstehenden Wahlen bekannt. Hierbei sollte die CDV den RDP-Präsidenten Mike Kavekotora als Präsidentschaftskandidaten unterstützen.
Unabhängiger Kandidat
Am 8. Oktober 2019 bestätigte die namibische Wahlkommission den Eingang der Bewerbungsunterlagen von Panduleni Itula, einem hoch angesehenen Politiker, Zahnarzt und Rechtsanwalt. Er hatte bereits Ende März 2019 eine mögliche Kandidatur in Aussicht gestellt. Dies ist laut Angaben der SWAPO ein Vergehen gegen die Parteiverfassung, da Itula SWAPO-Mitglied sei.

### Wahlablauf
Der Wahltag verlief insgesamt sehr friedlich. Die Polizei musste nur in wenigen Umständen eingreifen, unter anderem als Wähler ihren Unmut über lange Wartezeiten Ausdruck verleihen wollten. Die Wahlkommission gestand am Wahlabend administrative, logistische und technische Probleme ein. Diese haben aber den Wahlablauf zu keiner Zeit entscheidend beeinflusst. Wahllokale waren teilweise bis in den frühen Morgen geöffnet. Alle Personen durften ihre Stimme abgeben, die zur offiziellen Schließzeit um 21 Uhr anstanden.
Die Auszählung der Stimmen verlief, trotz Einsatzes der elektronischen Wahlgeräte, extrem langsam und undurchsichtig. So waren nach 38 Stunden weniger als 50 Prozent der abgegebenen Stimmen ausgezählt worden. Erste Vorwürfe des Wahlbetruges wurden am 29. November von der LPM erhoben.
Am 29. November gab die Wahlkommission bekannt, dass das Endergebnis aufgrund anhaltender technischer Probleme nicht binnen 48 Stunden veröffentlicht werden könne. Das amtliche Endergebnis wurde am Abend des 30. November 2019 bekanntgegeben.

### Wahlergebnis
| Kandidat                           | Partei     | Stimmen | Veränderung zu 2014 | Stimmenanteile | Veränderung zu 2014 |
| ---------------------------------- | ---------- | ------- | ------------------- | -------------- | ------------------- |
| Hage Geingob                       | SWAPO      | 464.703 |                     | 56,3 %         | −30,43 ▼            |
| Panduleni Itula                    | unabhängig | 242.657 | –                   | 29,4 %         | –                   |
| McHenry Venaani                    | PDM        | 43.959  | –                   | 05,3 %         | +0,33 ▲             |
| Bernadus Swartbooi                 | LPM        | 22.542  | –                   | 02,7 %         | –                   |
| Apius !Auchab                      | UDF        | 22.115  | –                   | 02,7 %         | –                   |
| Utjiua Muinjangue                  | NUDO       | 12.039  | –                   | 01,5 %         | –                   |
| Tangeni Iijambo                    | SWANU      | 5.959   | –                   | 00,7 %         | –                   |
| Ignatius Shixwameni                | APP        | 3.304   |                     | 00,4 %         | −0,42 ▼             |
| Mike Kavekotora                    | RDP/CDV    | 3.050   | –                   | 00,4 %         | –                   |
|                                    |            |         |                     |                |                     |
| Henk Mudge*                        | RP         | 4.379   |                     | 00,50 %        | −0,47 ▼             |
| Epafras Mukwiilongo*               | NEFF       | 1.026   |                     | 00,1 %         | −0,18 ▼             |
| Insgesamt (Wahlbeteiligung 60,8 %) |            | 826.198 |                     |                |                     |
| Endergebnis 30. November 2019.     |            |         |                     |                |                     |

Siegreicher Kandidat nach Wahlkreisen 2019

* Kandidatur zurückgezogen; da ein Rückzug laut Wahlgesetz nicht möglich ist, war die Stimmenabgabe für diese beide Kandidaten dennoch möglich.

### Nachbetrachtung
Die gemeinsame Wahlbeobachtermission der Entwicklungsgemeinschaft des südlichen Afrika (SADC) und der Afrikanischen Union (AU) veröffentlichte am 29. November 2019 ihren vorläufigen Bericht. Demnach waren die Wahlen friedlich.
Oppositionsparteien kündigten umgehend nach Bekanntgabe des Wahlergebnisses ein rechtliches Vorgehen wegen Wahlbetruges an. Am 3. Dezember 2019 kündigte Itula an rechtliche Schritte vor dem Supreme Court einzuleiten. Eine gerichtliche Anhörung zum Einspruch fand am 17. Januar 2020 statt. Die Entscheidung hierzu fiel am 5. Februar 2020. Das Gericht sieht keinen Grund für eine Annullierung und Wiederholung der Wahl. Es gestand aber ein, dass fortan der Einsatz von elektronischen Wahlgeräten nur erlaubt sei, wenn es eine Verifizierung durch einen Papierausdruck gibt.